# Süberde
Koordinaten: 37° 20′ 59″ N, 31° 56′ 43″ O
Süberde, in der archäologischen englischsprachigen Literatur durch Weglassen des Umlauts auch Suberde, heute Gölyüzü, ist ein Dorf in der Provinz Konya, 13 km südöstlich von Seydişehir am Suğla-See in der südlichen Zentraltürkei.

## Akeramischer Fundort
Auf einem Hügel südöstlich des Dorfes liegt die akeramische neolithische Siedlung Görüklük Tepe. Sie wird ins 8. Jahrtausend v. Chr. datiert, ins späte ECA (Early Central Anatolian Neolithic) III. Die Siedlung hat eine Fläche von ungefähr 5000 m² und liegt am nordwestlichen Ufer des Suğla-Sees, der zum Zeitpunkt der Ausgrabungen trockengefallen war, auf 1070 m NN.
Während des Bestehens der Siedlung war der Seespiegel höher als heute und die Siedlung eine Insel. Sie wurde schließlich wegen des steigenden Wasserspiegels aufgegeben.

### Ausgrabungen
Die Fundstelle wurde 1964 durch Ralph Solecki entdeckt und zwischen 1964 und 1965 durch Jacques Bordaz ausgegraben, eine abschließende Publikation steht noch aus. Die Siedlung weist drei Bauschichten auf.
- I: Oberflächenschicht, 1,5 m dick, gestört durch islamische Gräber. Römische und seldschukische Reste zusammen mit residualen bronzezeitlichen, chalkolithischen und neolithischen Scherben
- II: obere prähistorische Schicht, 0,5 m dick
- III: untere prähistorische Schicht, bis zu 2 m dick.
- IV: gewachsener Boden

Die neolithischen Schichten II und III enthielten die Reste von Lehmziegelhäusern mit Fußböden aus Brandkalk.

### Wirtschaftsweise
Unter den über 300.000 Tierknochen herrschen Ovicapriden (Schafe und Ziegen) vor (81,5 %), gefolgt von Schweinen (12,7 %), Rothirschen (3,1 %) und Rindern (2,7 %). Des Weiteren wurden Damhirsch, Reh, Hase, Igel, Schakal, Fuchs, Bär und Dachs nachgewiesen. Süberde wurde zunächst als Siedlung sesshafter Jäger interpretiert, mit dem Hund als einzigem Haustier. Milling et al. untersuchten die Knochenstruktur von Rindern, Schafen und Ziegen aus Süberde und dem nahegelegenen neolithischen Erbaba und kamen zu dem Schluss, dass es sich in Süberde um Wildtiere handele. Dies wurde jedoch unter anderem von Louise Martin wegen der Altersverteilung der Capridenknochen bestritten.

### Funde
Die Silexobjekte bestanden vor allem aus Obsidian (90 %). Es kamen Rückenmesser, Pfeilspitzen, Bohrer, Kratzer und Sichelklingen vor. In der unteren Schicht sind Mikrolithen häufiger. Es wurden einige menschengestaltige Figurinen aus Ton gefunden.

### Datierung
Bordaz publizierte sechs Radiokarbondaten, weitere wurden durch Arbuckle in Auftrag gegeben. Sie datieren die Siedlung auf 7600–6500 cal. BC.